# Sportklub Rapid 2020-2021
Questa voce raccoglie le informazioni riguardanti il Sportklub Rapid  nelle competizioni ufficiali della stagione 2020-2021.

## Rosa
| N. |                                 | Ruolo | Calciatore            |
| -- | ------------------------------- | ----- | --------------------- |
| 1  | Austria (bandiera)              | P     | Richard Strebinger    |
| 4  | Austria (bandiera)              | D     | Emanuel Aiwu          |
| 5  | Austria (bandiera)              | D     | Robert Ljubičić       |
| 6  | Austria (bandiera)              | D     | Kevin Wimmer          |
| 7  | Austria (bandiera)              | C     | Philipp Schobesberger |
| 8  | Austria (bandiera)              | C     | Christoph Knasmüllner |
| 9  | Grecia (bandiera)               | A     | Taxiarchis Fountas    |
| 10 | Austria (bandiera)              | C     | Thierno Ballo         |
| 13 | Austria (bandiera)              | C     | Thorsten Schick       |
| 14 | Bosnia ed Erzegovina (bandiera) | C     | Srđan Grahovac        |
| 16 | Slovenia (bandiera)             | C     | Dejan Petrovič        |
| 17 | Austria (bandiera)              | D     | Christopher Dibon     |
| 18 | Austria (bandiera)              | C     | Oliver Strunz         |
| 20 | Austria (bandiera)              | D     | Maximilian Hofmann    |

| N. |                       | Ruolo | Calciatore          |
| -- | --------------------- | ----- | ------------------- |
| 21 | Austria (bandiera)    | P     | Bernhard Unger      |
| 22 | Montenegro (bandiera) | D     | Filip Stojkovic     |
| 23 | Austria (bandiera)    | C     | Jonas Auer          |
| 25 | Austria (bandiera)    | D     | Paul Gartler        |
| 27 | Austria (bandiera)    | C     | Marco Grüll         |
| 29 | Austria (bandiera)    | A     | Ercan Kara          |
| 30 | Austria (bandiera)    | D     | Leo Greiml          |
| 31 | Austria (bandiera)    | D     | Maximilian Ullmann  |
| 32 | Giappone (bandiera)   | A     | Koya Kitagawa       |
| 36 | Austria (bandiera)    | C     | Kelvin Arase        |
| 37 | Austria (bandiera)    | P     | Lukas Sulzbacher    |
| 42 | Austria (bandiera)    | D     | Lion Schuster       |
| 47 | Austria (bandiera)    | A     | Dalibor Velimirovic |

## Calciomercato

### Sessione estiva
| Arrivi | Arrivi | Arrivi | Arrivi   |
| R.     | Nome   | da     | Modalità |
| ------ | ------ | ------ | -------- |